# كسر العظم الكبير في الرسغ

## كسر العظم الكبير في المعصم
تشمل أعراض كسر العظم الكبير في المعصم (أو الرسغ) عادةً آلامًا وتورمًا في المعصم. وغالبًا ما تصاحبه كسور أخرى في عظام المعصم أو خلع في المفصل. وقد تشمل المضاعفات التهاب المفاصل والنخر اللاوعائي.
يحصل هذا الكسر عموماً إثر السقوط على يد ممدودة أو بسبب ضربة مباشرة على الجزء الخلفيّ من المعصم. وتشمل أنواع الكسر الأكثر شيوعًا: المستعرض في الجسم، والمستعرض في القطب، والرأسي الأمامي، والمجاور للسهمي. وعادة ما يتم التشخيص باستخدام الأشعة السينية.
أما بالنسبة للكسور البسيطة، فيمكن معالجتها بجبيرة العظام، وتحديدًا ضمادة الإبهام. عدا ذلك، يتطلب الأمر عادةً تدخلا جراحيًا. كما أنّ عدم الانجبار أمر وارد. تمثل كسور العظم الكبير حوالي 1 إلى 2% من كسور العظام في المعصم.